# Gunnison (Utah)
Gunnison és una població dels Estats Units a l'estat de Utah. Segons el cens del 2000 tenia 2.394 habitants.

## Demografia
Segons el cens del 2000, Gunnison tenia 2.394 habitants, 513 habitatges, i 410 famílies. La densitat de població era de 174,4 habitants per km².
Dels 513 habitatges en un 45,2% hi vivien nens de menys de 18 anys, en un 72,1% hi vivien parelles casades, en un 6,4% dones solteres, i en un 19,9% no eren unitats familiars. En el 18,7% dels habitatges hi vivien persones soles el 12,1% de les quals corresponia a persones de 65 anys o més que vivien soles. El nombre mitjà de persones vivint en cada habitatge era de 3,12 i el nombre mitjà de persones que vivien en cada família era de 3,59.
Per edats la població es repartia de la següent manera: un 25,3% tenia menys de 18 anys, un 13,2% entre 18 i 24, un 33,8% entre 25 i 44, un 17,9% de 45 a 60 i un 9,7% 65 anys o més.
L'edat mediana era de 32 anys. Per cada 100 dones de 18 o més anys hi havia 240,6 homes.
La renda mediana per habitatge era de 33.147 $ i la renda mediana per família de 37.500 $. Els homes tenien una renda mediana de 27.207 $ mentre que les dones 23.958 $. La renda per capita de la població era de 14.537 $. Entorn del 9,8% de les famílies i l'11% de la població estaven per davall del llindar de pobresa.

## Poblacions més properes
El següent diagrama mostra les poblacions més properes.